# إينيغو لوبيز دي مندوزا إي مندوزا
إينيغو لوبيز دي مندوزا إي مندوزا (بالإسبانية: Íñigo López de Mendoza y Mendoza)‏ هو عسكري ودبلوماسي إسباني، ولد في 1512، وتوفي في 21 أبريل 1580 في مندوجر في إسبانيا.